# 아구스틴 엘두아옌
아구스틴 데 카를로스 엘두아옌(스페인어: Agustín de Carlos Elduayen, 1964년 8월 4일, 바스크 주 산 세바스티안 ~)은 스페인의 전 축구 선수로, 현역 시절 골키퍼로 활약했다.

## 경력
엘두아옌은 산 세바스티안 출신으로 인근 레알 소시에다드에서 프로 무대 신고식을 치렀지만, 전설적인 루이스 아르코나다의 그늘에 가려 많은 기회를 얻지 못했다. 그러나, 1985-86 시즌, 주전 수문장이 라 리가 첫 경기에서 중상을 당하면서, 존 토샥은 그를 전설의 후계자로 낙점하였으나, 바스크 연고 구단은 리그를 7위로 마감하고 근 몇 년 만의 최악의 수비 지표를 기록했는데, 엘두아옌은 출전한 34경기 중에 51골을 실점했다.
1986년 여름, 엘두아옌은 또다른 1부 리그 구단인 아틀레티코 마드리드에 입단하여 1년차에 주전으로 시작했지만 당시 2군에서 활약하던 아벨 레시노가 기량을 올려 그의 자리를 빼앗으면서 교체 선수로 밀려났다.
그는 레알 부르고스 소속으로 현역 이래 최고의 순간을 보냈는데, 카스티야 이 레온 연고의 평범한 구단을 3년 연속 1부 리그에 잔류시켰다. 1991-92 시즌에는 소속 구단의 역대 최고 성적인 9위를 기록했는데, 그는 38번의 경기에 모두 출전해 3,338분 동안 43골만 실점했고, 이 공로에 힘입어 돈 발론의 올해 국내 선수로 선정되었다.
1993년, 부르고스가 강등당하면서, 엘두아옌은 1M Ptas의 이적료에 데포르티보에 입단했다. 당시 초 데포르의 수문장은 프란시스코 리아뇨였는데, 입지가 매우 확고해서 3년을 도합하여 불과 3번의 경기에 출전하는데 그쳤고, 결국 바야돌리드로 이적할 수밖에 없었는데, 이곳에서도 같은 기간 동안 후보 선수로 머무를 수밖에 없었고, 그는 35세의 나이로 장갑을 벗었다.
엘두아옌은 스페인 1부 리그에서 16년을 보내면서 179번의 경기에 출전했다. 레알 부르고스 시절, 그는 비센테 미에라 감독의 부름을 받고 스페인 국가대표팀에 차출되었지만, 출전 기회를 잡지는 못했다.

## 수상

### 클럽
데포르티보
- 코파 델 레이: 1994–95
- 수페르코파 데 에스파냐: 1995

### 국가대표팀
스페인 U-21
- UEFA U-21 축구 선수권 대회: 1986

### 개인
- 돈 발론 올해의 국내 선수: 1992